# Château de Montaigne
Le château de Montaigne se situe sur la commune de Saint-Michel-de-Montaigne, dans le département français de la Dordogne. C'est une maison forte du XIVe siècle, qui fut la demeure familiale du philosophe et penseur de la Renaissance Michel de Montaigne. La Tour de la librairie est classée monument historique par arrêté du 28 mars 1952, alors que le reste du château est inscrit par arrêté du 29 octobre 2009.

## Présentation et historique
Le château est bâti à la frontière du Périgord et du Bordelais, à proximité de Bergerac et de Saint-Émilion, dans le petit village de Saint-Michel-de-Montaigne.
Un château s'élève sur ces lieux depuis le XIVe siècle. Plusieurs fois remanié et partiellement reconstruit à la suite de l'incendie qui le ravage en 1885, il présente un style néo-Renaissance. Propriété privée, il se visite, de même que la tour, épargnée par les flammes. Montaigne en fit son refuge.
Après avoir franchi le portail, on arrive dans une cour carrée entourée de remparts. La tour ronde de la « librairie » est le seul vestige du XVIe siècle et est bien sûr l'objet de beaucoup d'attentions de la part des visiteurs, puisque c'est ici que séjourna Michel de Montaigne et qu'il y écrivit ses célèbres Essais.
Construite en plein cœur d'un parc majestueux, dont les tracés ont été dessinés par le philosophe lui-même, la demeure avait été acquise en 1477 par l'arrière-grand-père de Montaigne, Ramon Eyquem, négociant bordelais, qui accédait ainsi au statut de « seigneur de Montaigne », qu'il transmettra à ses enfants et petits-enfants.

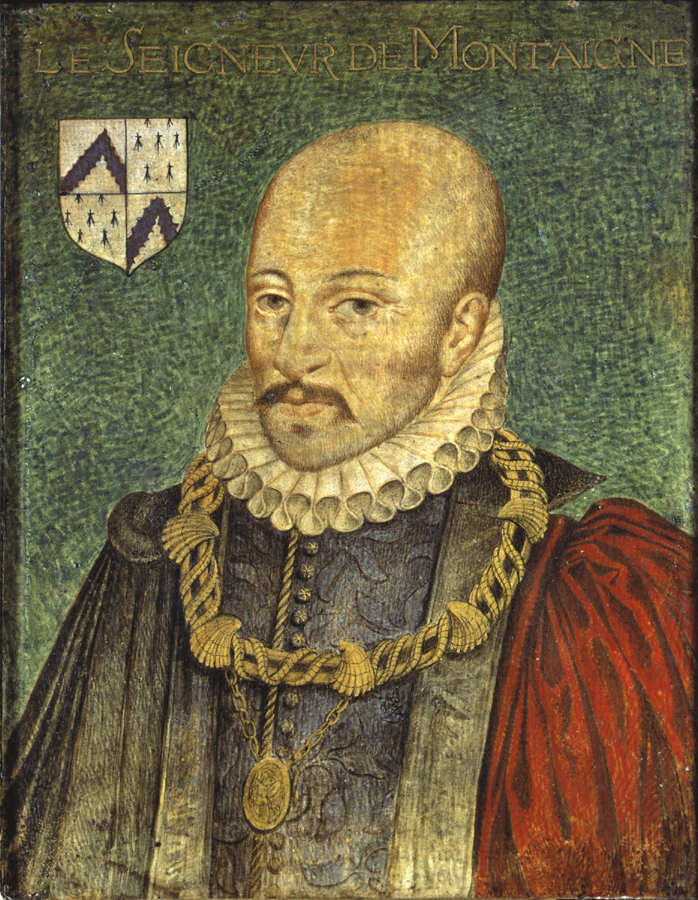
Michel de Montaigne par Daniel Dumonstier.

Le père de Michel, Pierre Eyquem, vint s'y installer avec sa famille, et le philosophe passa là une enfance studieuse — il parlait couramment le latin dès l'âge de sept ans —, avant d'aller poursuivre ses études au collège de Guyenne à Bordeaux.
En 1554, Pierre Eyquem expose à son suzerain, l'archevêque de Bordeaux, qu'il avait fait construire un château et avait commencé à rendre le lieu « fort et assuré » et qu'il avait l'intention de le fortifier et de le mettre en état de défense avec tous les engins nécessaires.
En 1584, Montaigne reçut en son château le roi de Navarre Henri de Bourbon, le futur Henri IV, à qui le liait une solide amitié, en même temps que Condé, Rohan, et Turenne. Henri IV l'avait déjà nommé Gentilhomme de sa Chambre par lettres patentes en 1577).
C'est dans ce lieu au décor inchangé que Michel de Montaigne rédigea de 1571 à sa mort en 1592 ses célèbres Essais, œuvre majeure de l'humanisme de la Renaissance, fruit d'une vie de réflexion et de lecture. Ses considérations sont en permanence étayées de citations des classiques grecs et romains. Il s'en explique par l'inutilité de « redire plus mal ce qu'un autre a réussi à dire mieux avant lui ».
Il travaillait dans une tour ronde, qu'il nommait sa « librairie », où cet extraordinaire observateur des méandres de l'esprit de ses congénères fit graver en lettres de feu sur les solives du plafond le fruit de ses réflexions et de ses lectures, nous laissant une véritable leçon de sagesse et le testament d'un humanisme universel, dont l'influence est encore réelle de nos jours.
On peut y lire sur un des murs l'inscription suivante en latin : « L'an du Christ 1571, à l'âge de 38 ans, la veille des calendes de mars, anniversaire de sa naissance, Michel de Montaigne, depuis longtemps déjà ennuyé de l'esclavage de la Cour  du Parlement et des charges publiques, se sentant encore dispos, vint à part se reposer sur le sein des doctes vierges, dans le calme et la sécurité. Il y franchira les jours qui lui restent à vivre. Espérant que le destin lui permettra de parfaire cette habitation, ces douces retraites paternelles, il les a consacrées à sa liberté, à sa tranquillité et à ses loisirs. »
Montaigne écrit à propos de sa librairie dans Les Essais (III, 3) :

« Chez moy, je me destourne un peu plus souvent à ma librairie, d'où, tout d'une main, je commande mon mesnage [...] 
Elle est au troisiesme estage d'une tour. Le premier, c'est ma chapelle, le second une chambre et sa suitte, où je me couche souvent, pour estre seul. Au-dessus, elle a une grande garderobe. C'estoit au temps passé, le lieu plus inutile de ma maison. Je passe là et la plupart des jours de ma vie, et la plupart des heures du jour. Je n'y suis jamais la nuict. [...] 

La figure en est ronde, et n'a de plat, que ce qu'il faut à ma table et à mon siege : et vient m'offrant en se courbant, d'une veuë, tous mes livres, rengez sur des pulpitres à cinq degrez tout à l'environ. Elle a trois veuës de riche et libre prospect, et seize pas de vuide en diametre. En hyver j'y suis moins continuellement : car ma maison est juchee sur un tertre, comme dit son nom : et n'a point de piece plus eventee que cette cy : qui me plaist d'estre un peu penible et à l'esquart, tant pour le fruit de l'exercice, que pour reculer de moy la presse. C'est là mon siege. »

C'est dans une chambre de cette demeure, encore imprégnée de l'atmosphère de celui qui fut, outre un grand écrivain, conseiller de plusieurs rois, magistrat et maire de Bordeaux, que Michel de Montaigne s'éteignit le 13 septembre 1592.

## Le château après Montaigne
La veuve de Montaigne, Françoise de La Chassaigne, continua à résider au château après la mort du philosophe. Elle y reçut Marie de Gournay, l'amie que Montaigne avait rencontrée en 1588 lors d'un voyage à Paris, à qui elle avait fait parvenir une copie annotée des Essais de 1588 la priant de se charger de leur publication, qui vint y séjourner quinze mois.
Au XIXe siècle, Pierre Magne (1806-1879), ministre de Napoléon III, acheta le château en 1860. Il s'y retira après la crise du 16 mai 1877 et éloigné le plus souvent des séances du Sénat par la maladie, il y mourut le 17 février 1879.
En janvier 1885, un incendie détruit le château de Montaigne. Un château est rebâti dans le style néo-Renaissance. Du château dans lequel s'est éteint Michel de Montaigne, il ne subsiste plus que la « tour de la Librairie » qui comprend une grosse tour ronde, une petite tour ronde et un corps de logis carré qui ont été classés monuments historiques le 28 mars 1952. La protection des monuments historiques a été étendue à l'ensemble du château en 2009.
Depuis 2002, le château fait l'objet d'une étude en vue de sa reconstitution numérique. La visite de la bibliothèque de la tour sous sa forme numérique est rendue accessible en ligne grâce à un travail réalisé par le laboratoire Archéovision de l'université Bordeaux-Montaigne en 2015, dans le cadre du projet Montaigne à l’œuvre.

## Galerie

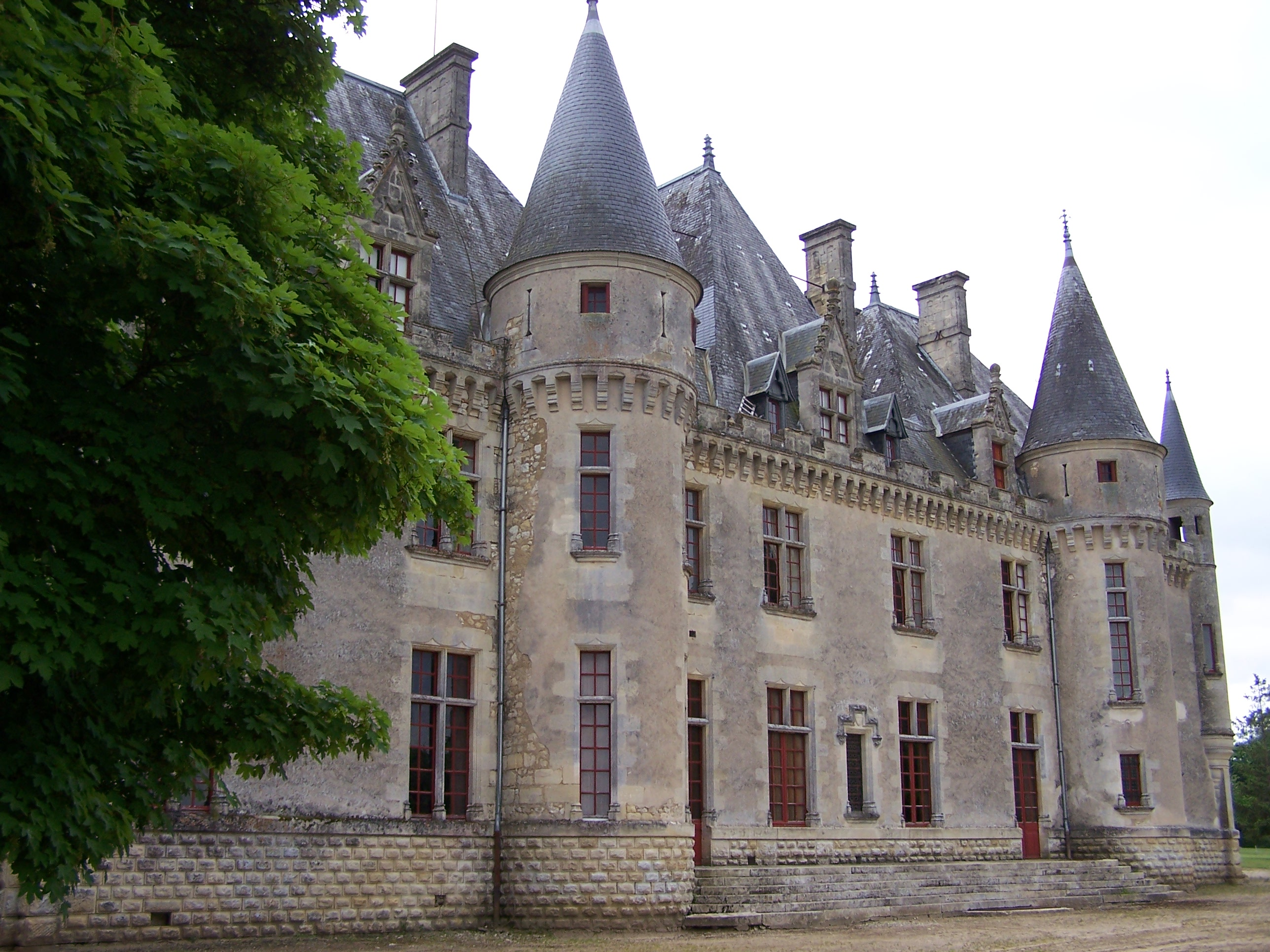
La façade est du château.
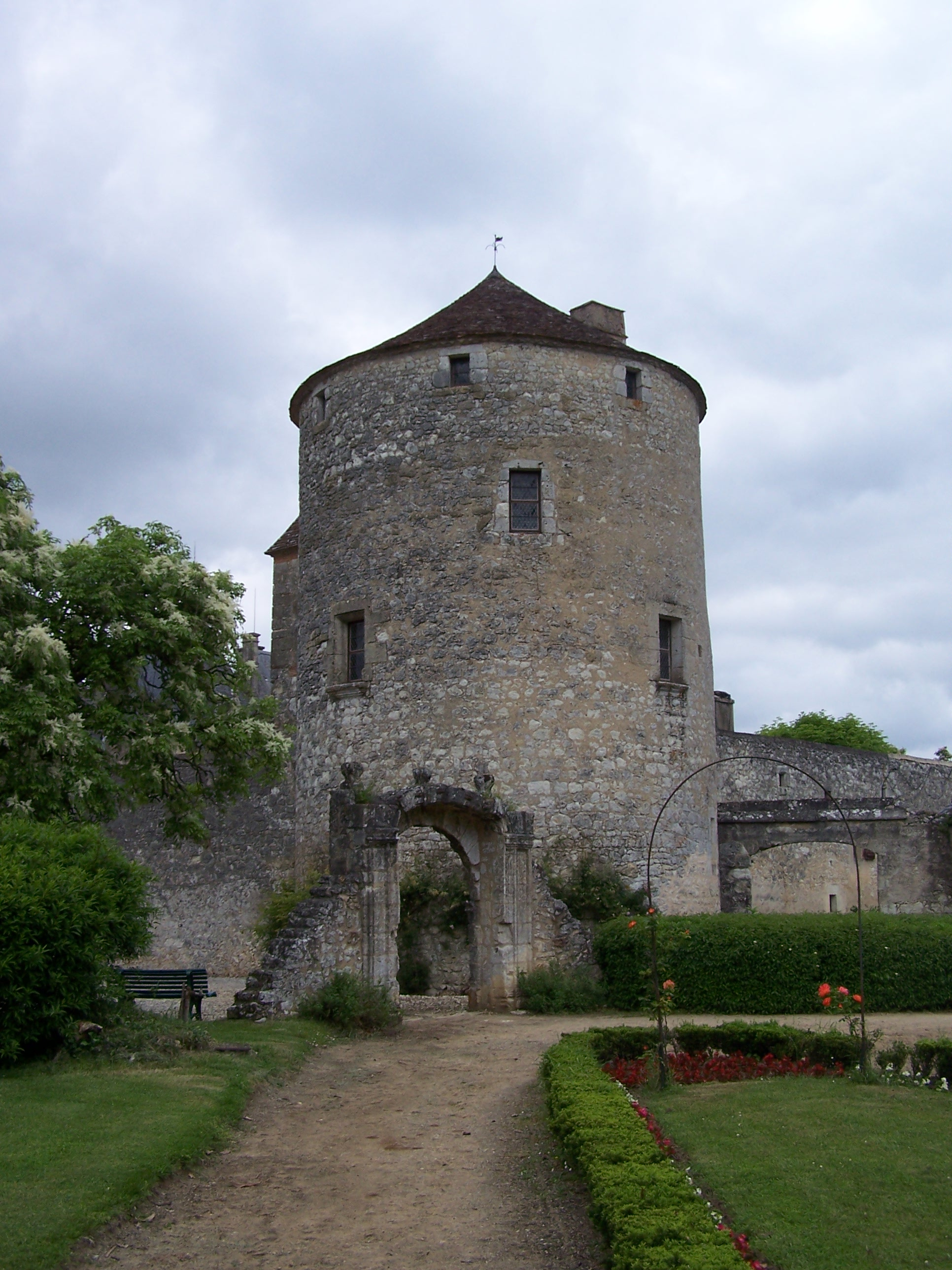
La tour de Montaigne, côté sud.
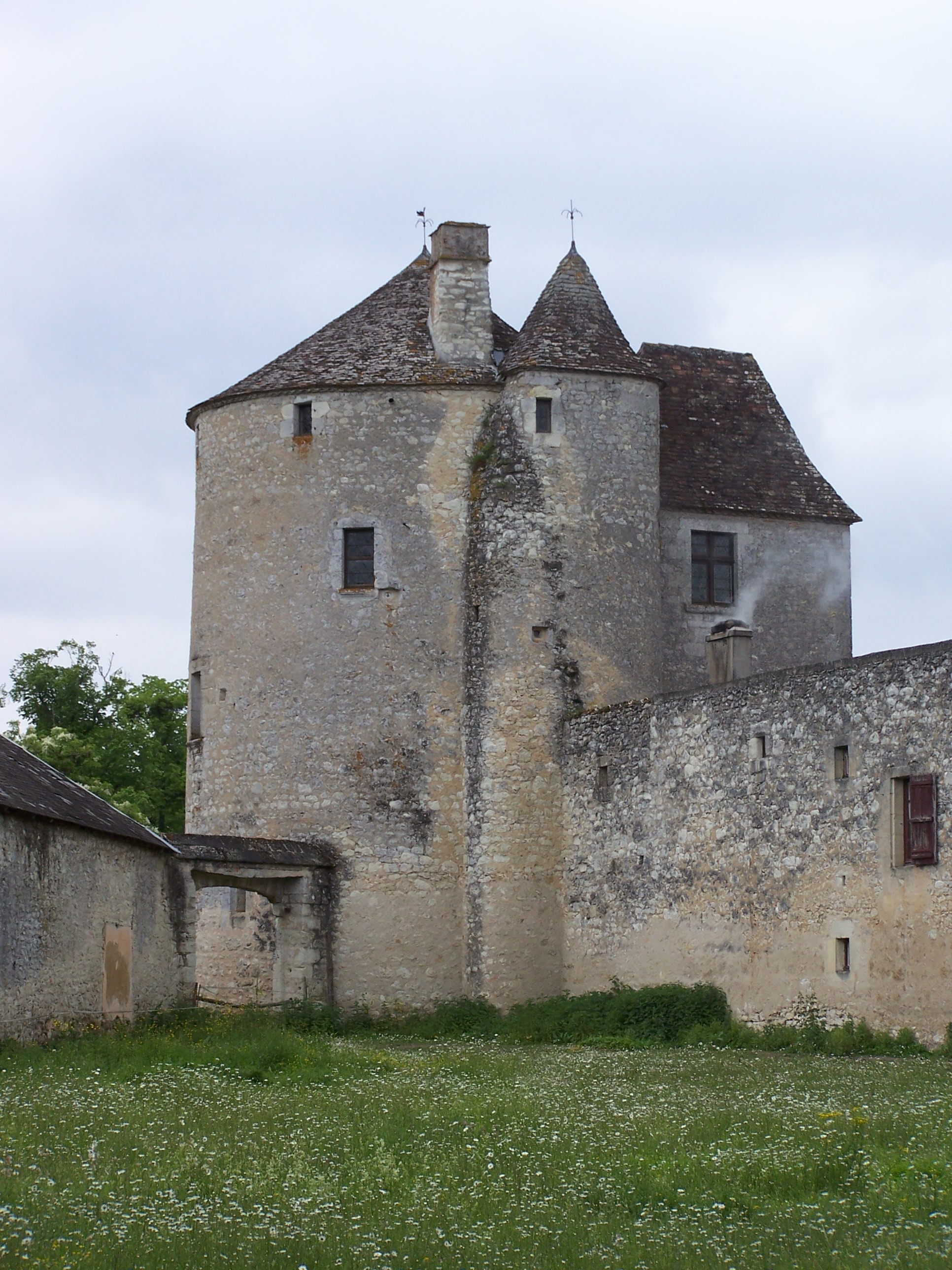
La tour de Montaigne, côté nord.
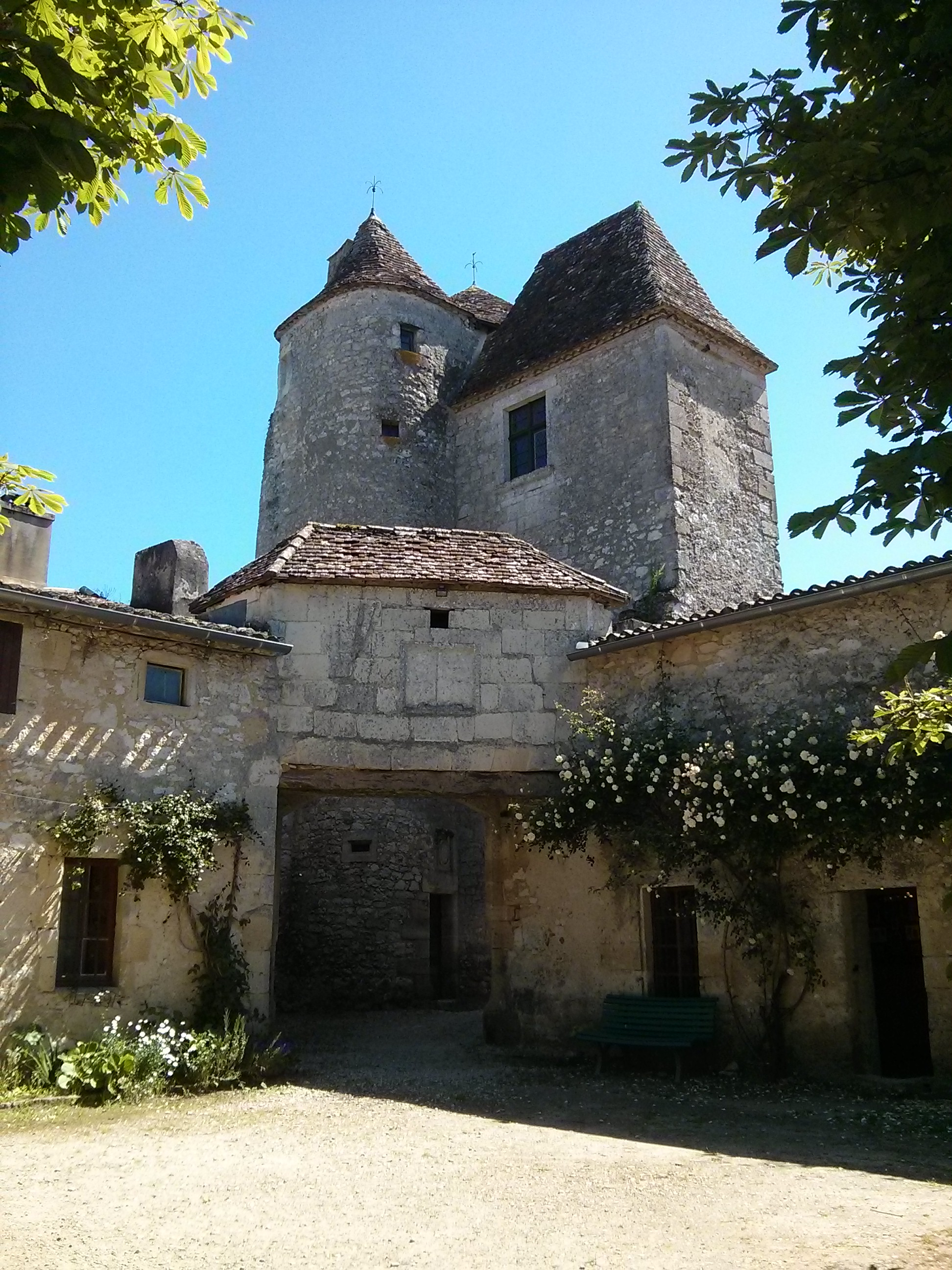
La tour de Michel de Montaigne, vue de l'enceinte du château.
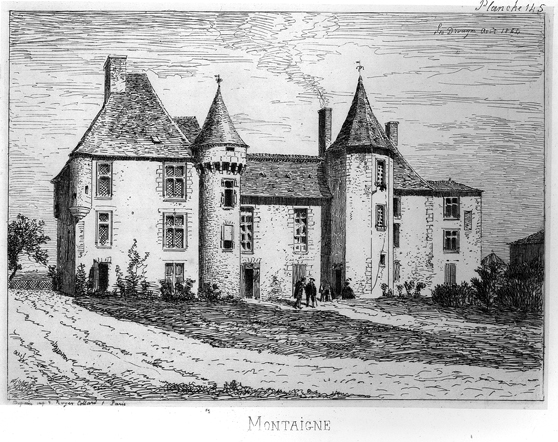
Gravure de Léo Drouyn (1864).
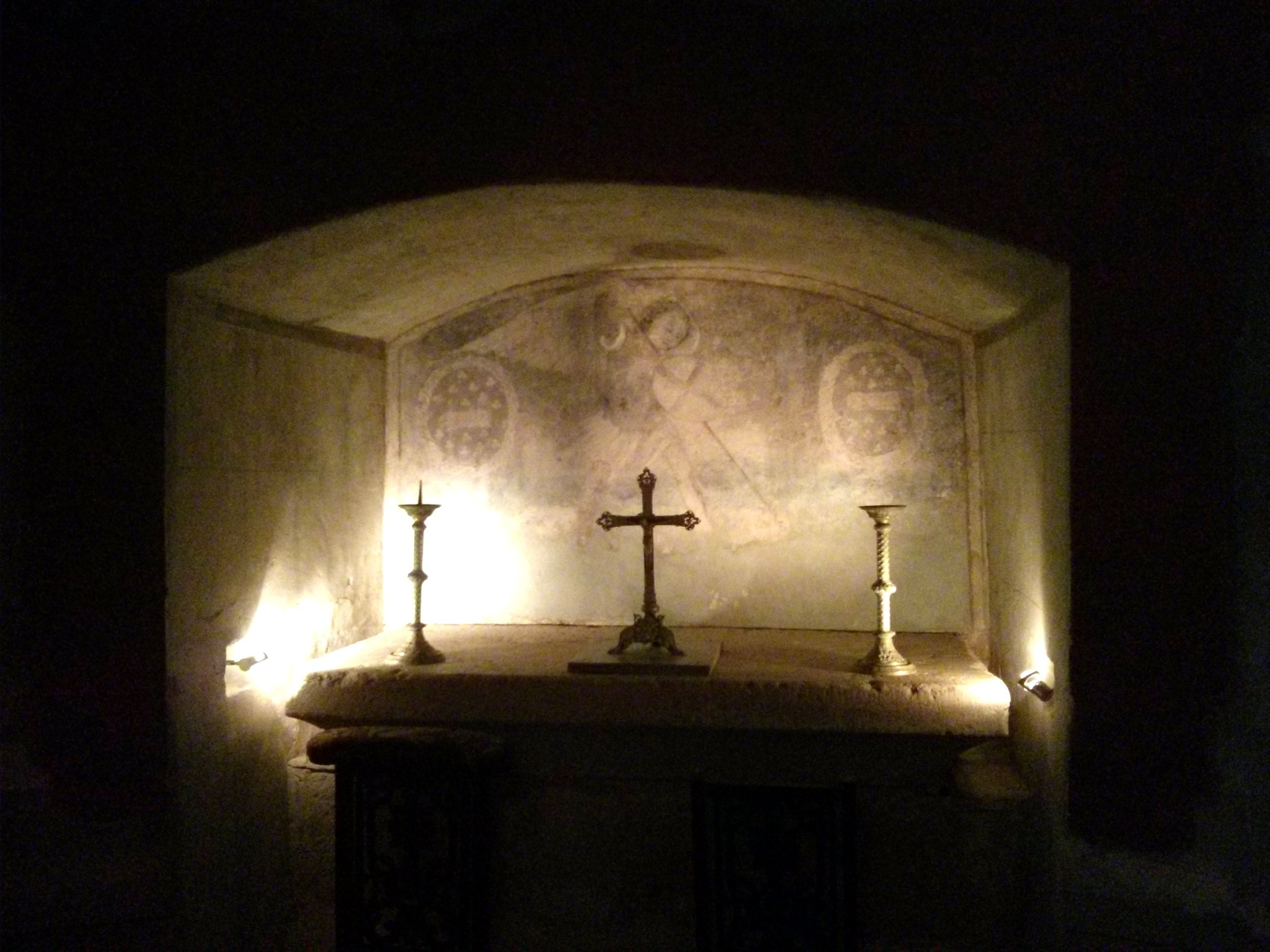
Chapelle personnelle de Michel de Montaigne, située dans sa tour, au rez-de-chaussée.
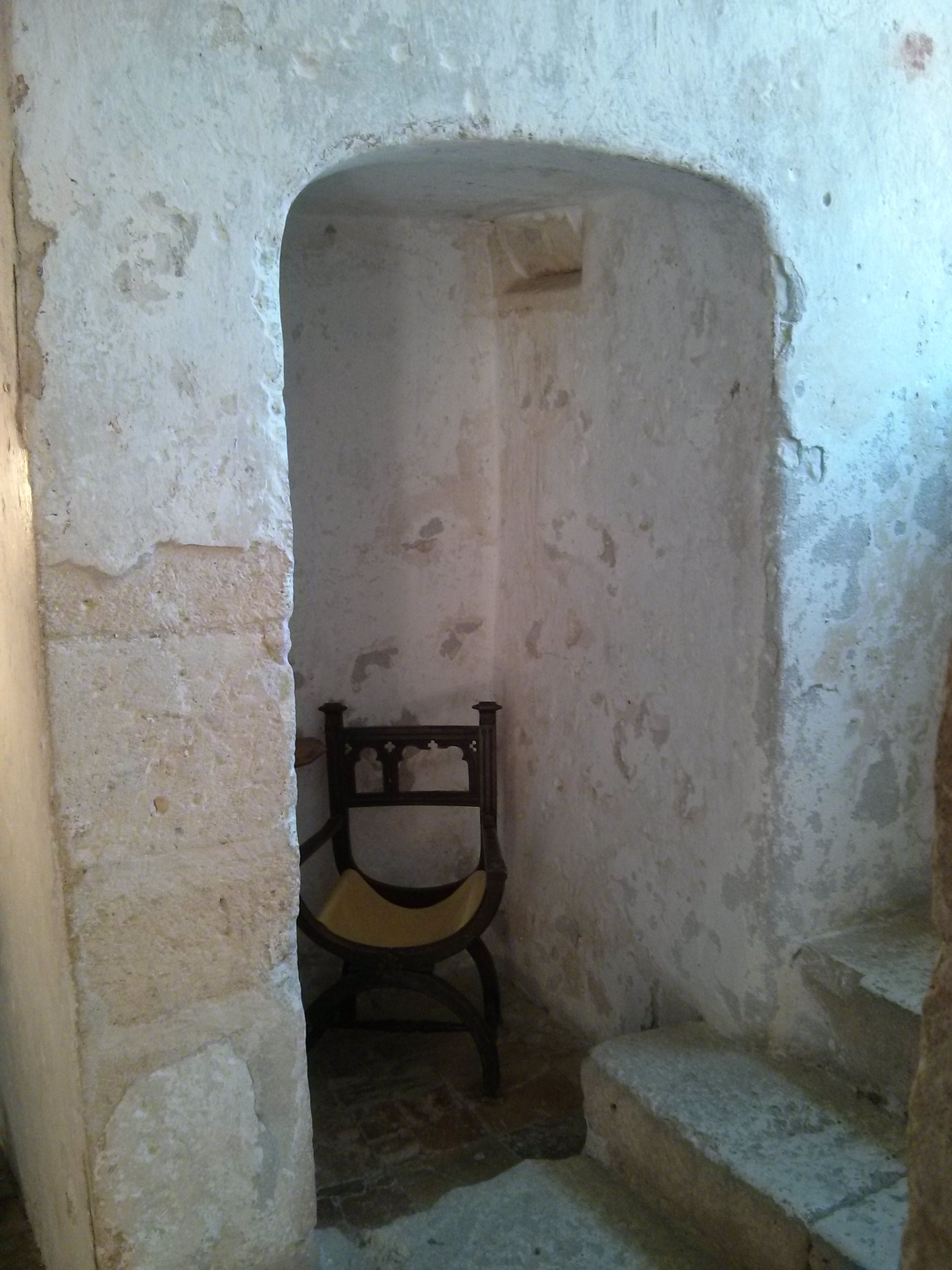
La cachette que Montaigne utilisait pour se cacher des visiteurs indésirables.
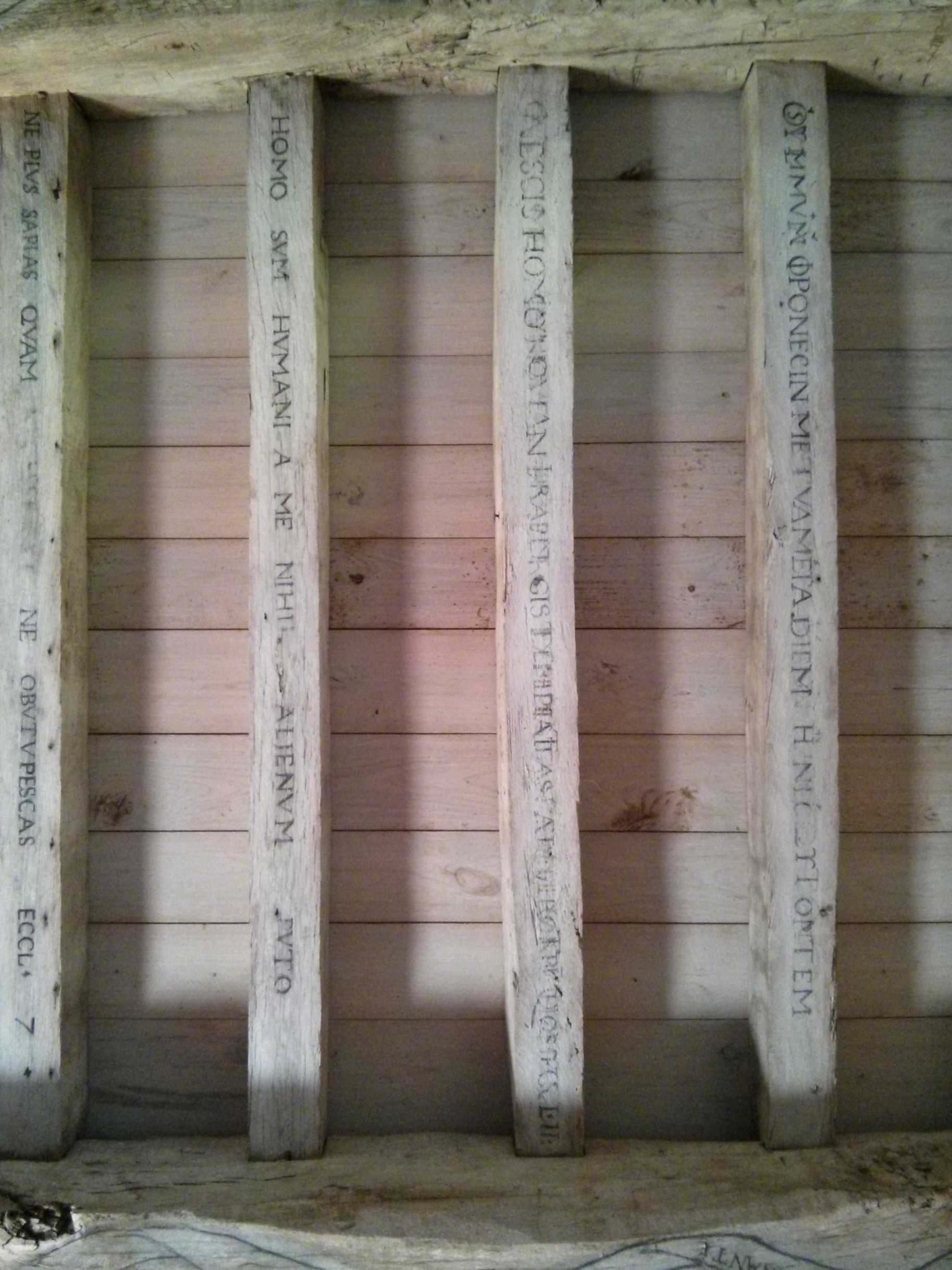
Les fameuses poutres, support de maximes et proverbes en latin.
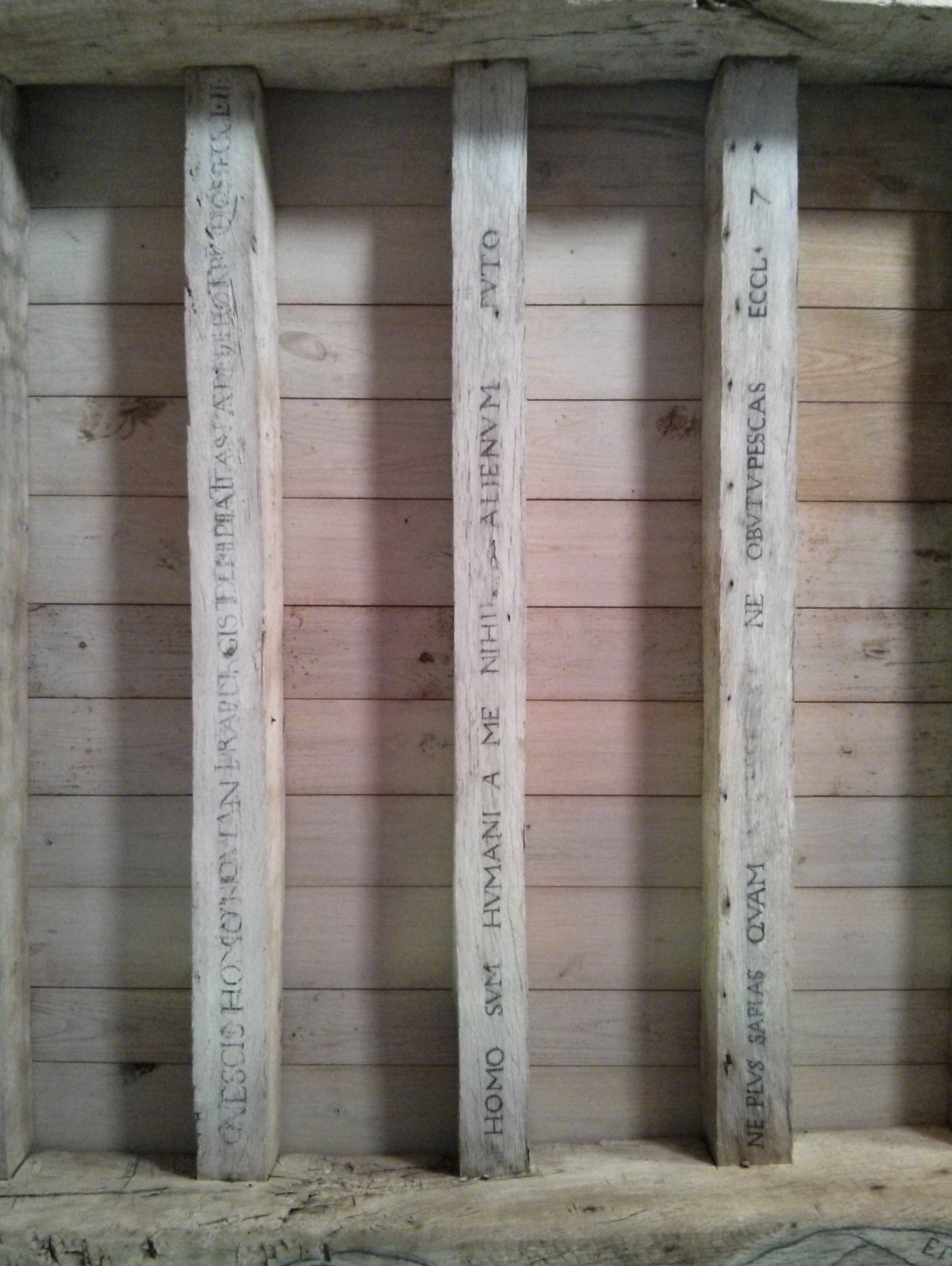
Ces poutres sont le plafond de la bibliothèque, qui est également la salle de travail de Montaigne.
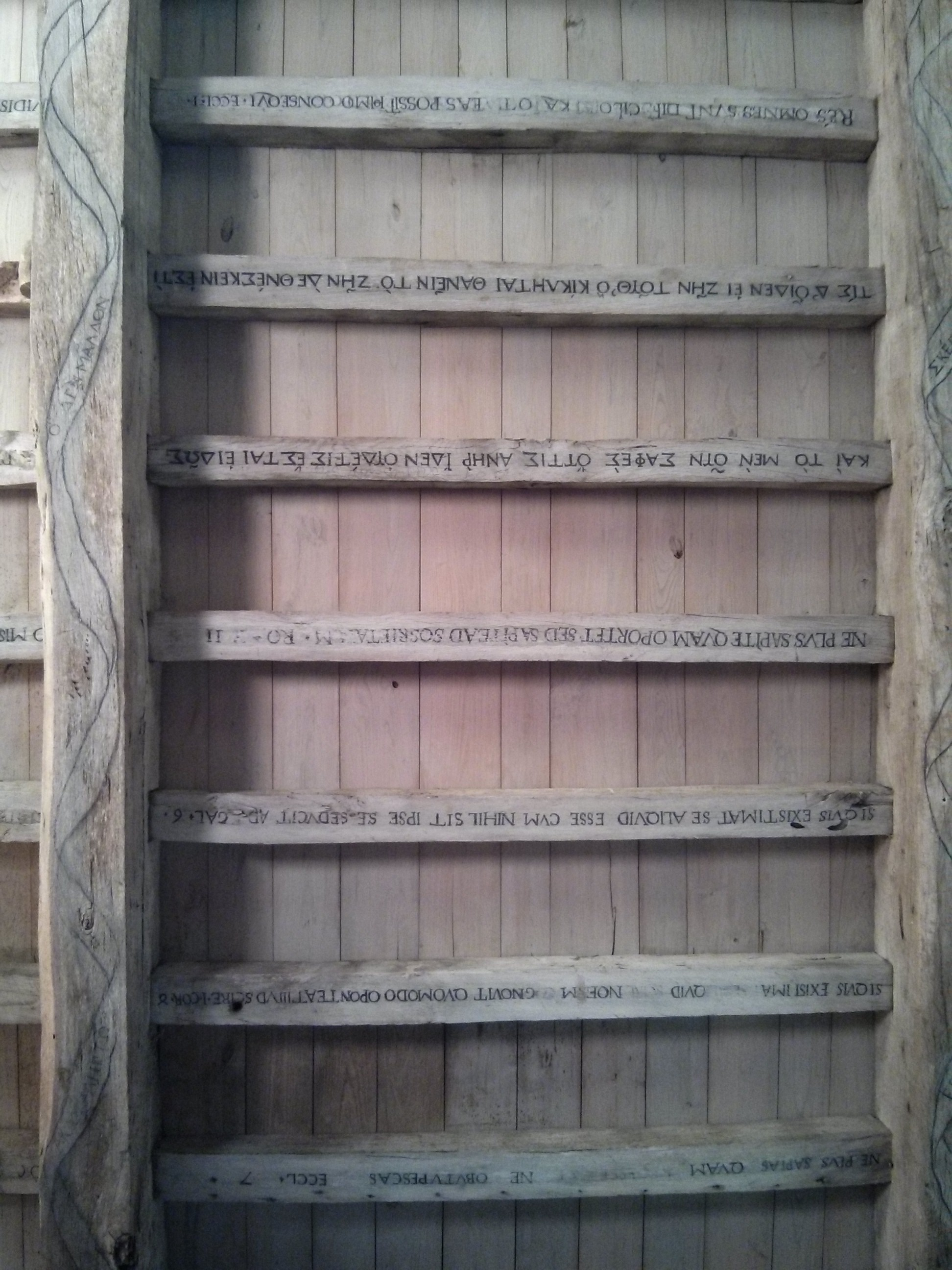
Les écrits les plus lisibles ont été restaurés dans les années 1940. Les autres sont d'origine, et ont été écrits par le secrétaire de Montaigne.
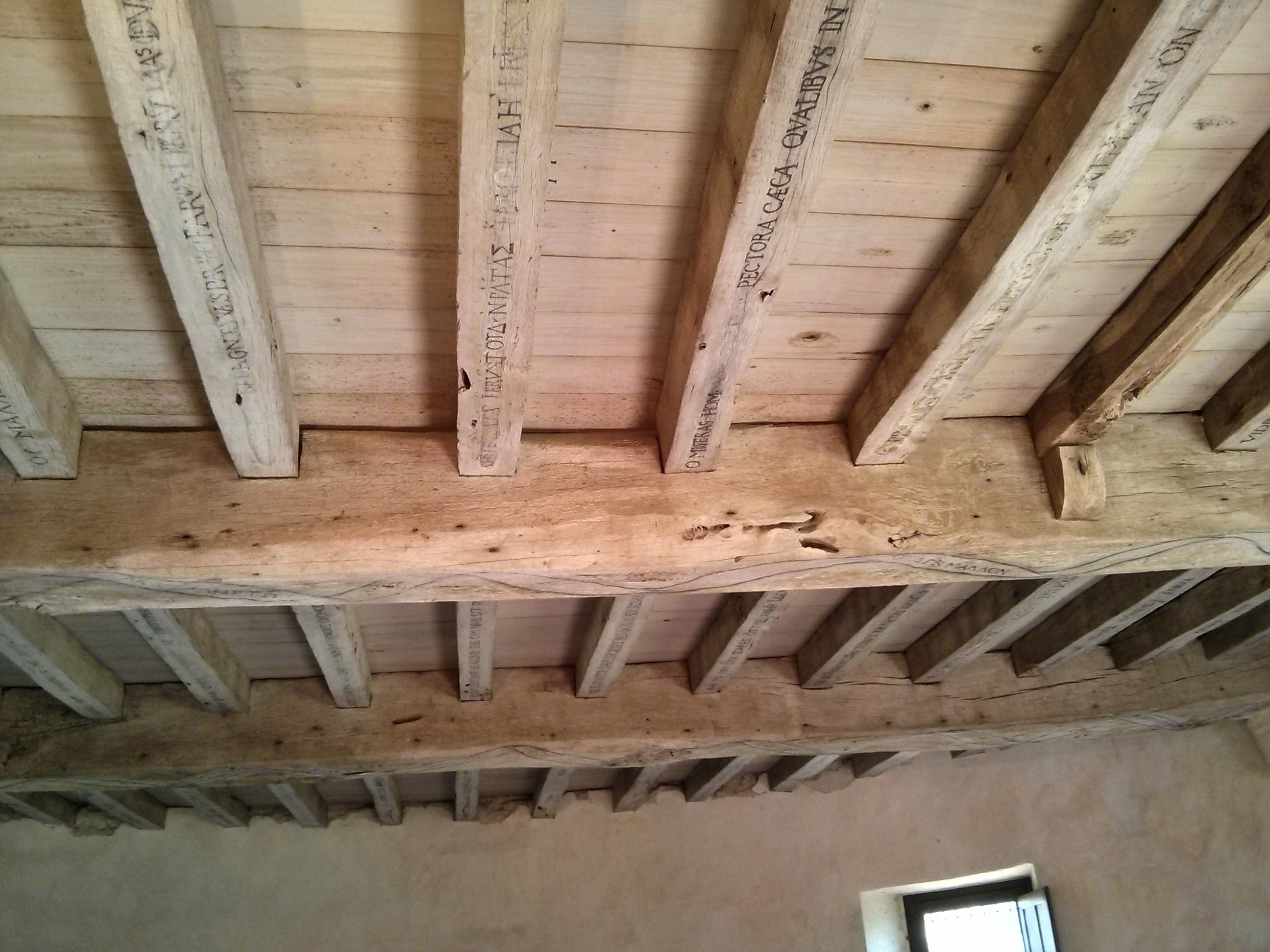
Les maximes forment un chemin à lire en « S ».
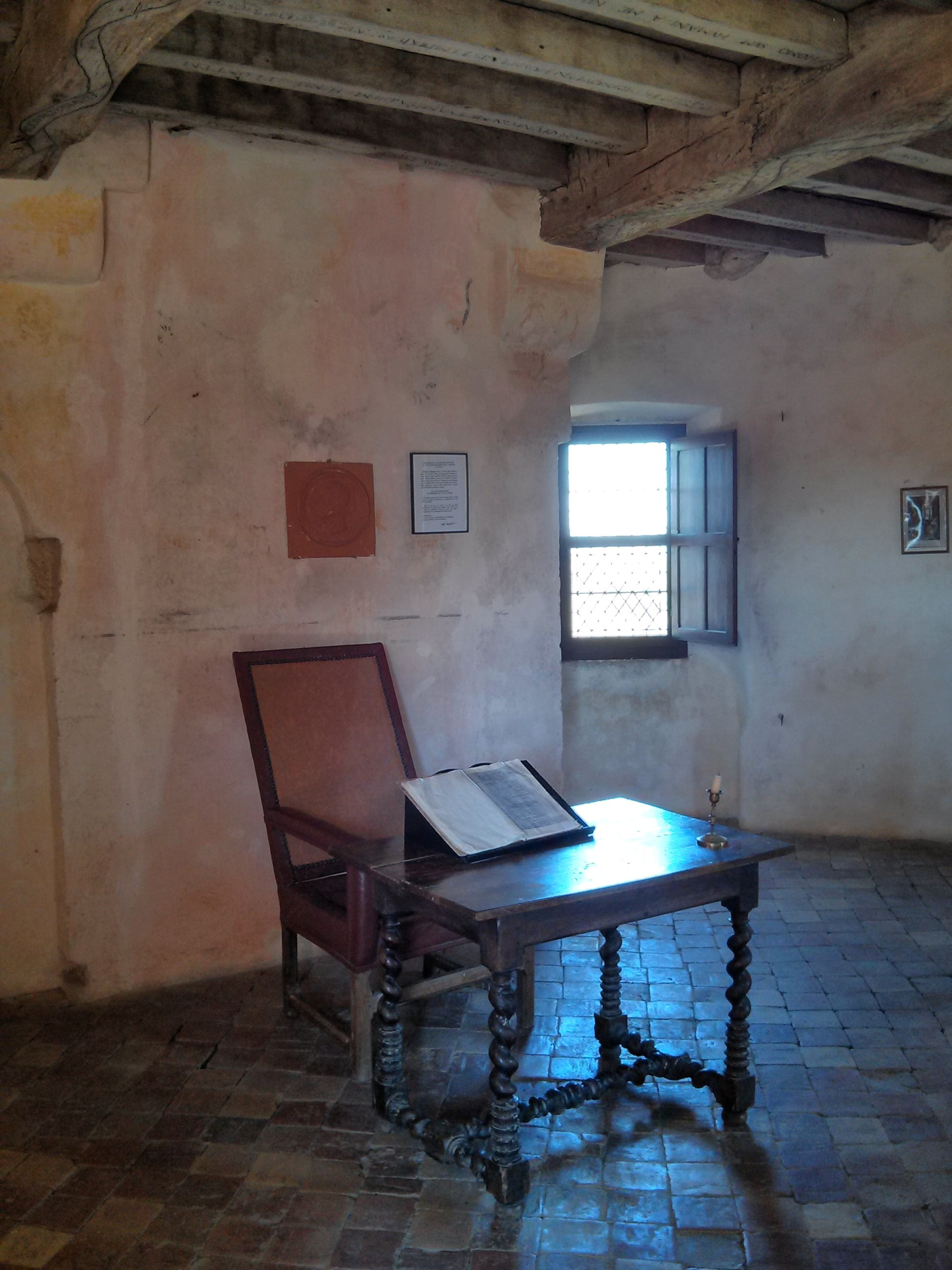
La table de travail du secrétaire de Montaigne. La poutre surplombant la table comporte l'inscription « et rien de ce qui est humain ne m'est étranger ».
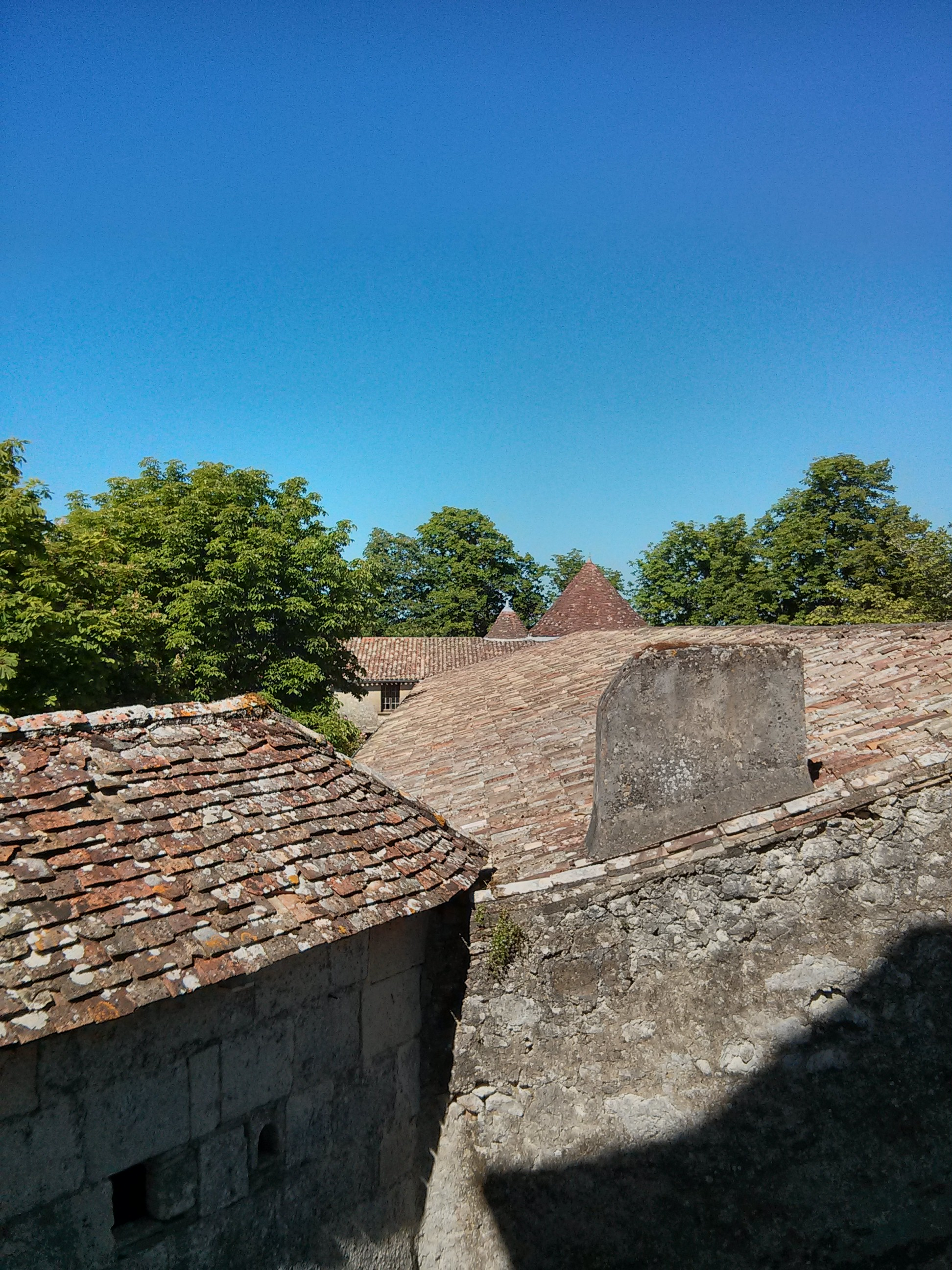
La vue depuis la tour de Montaigne (2e étage). La tour au fond est la tour de sa femme.
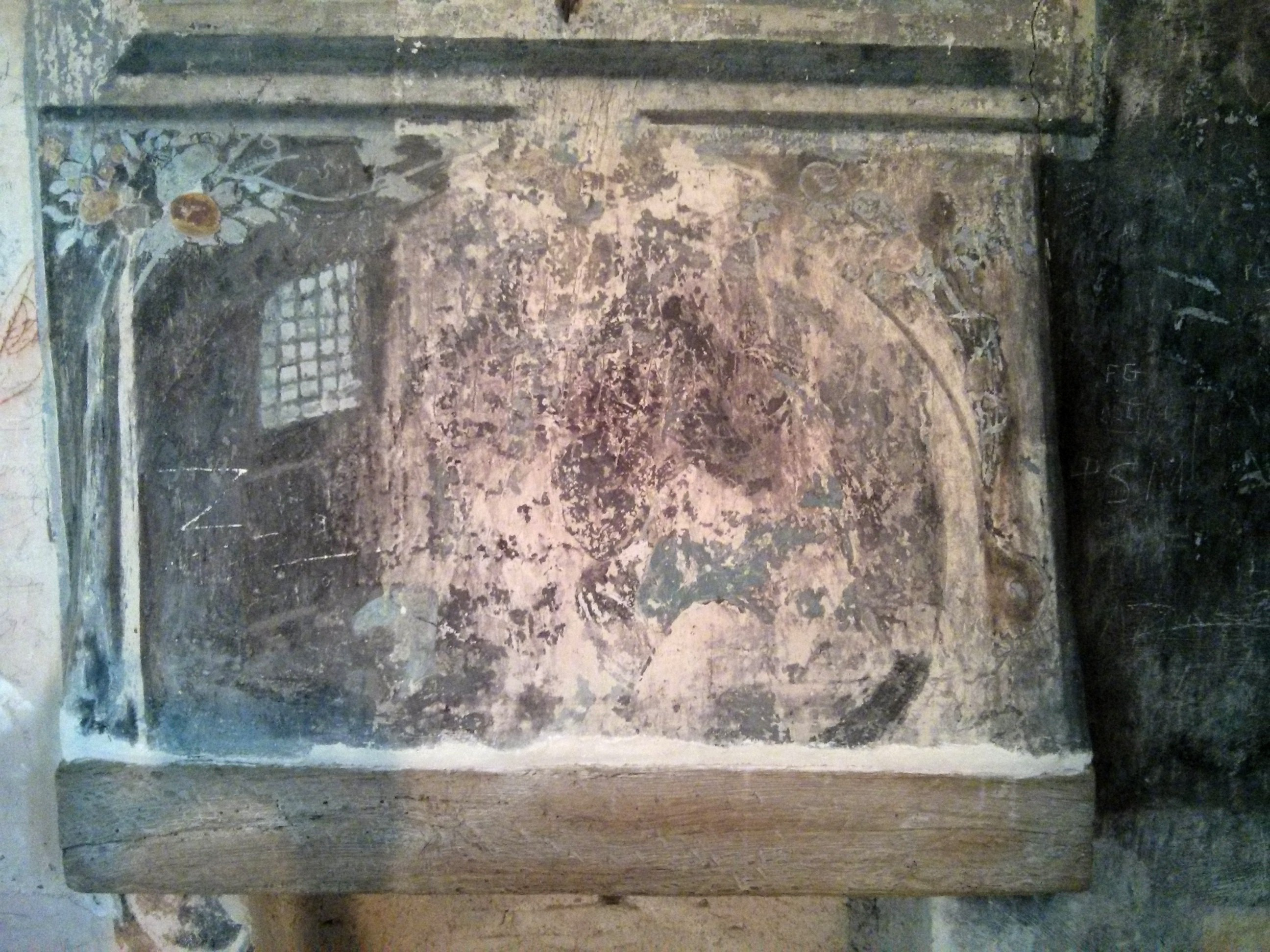
Restes d'une représentation de la charité romaine, dans le cabinet d'hiver de Michel de Montaigne.
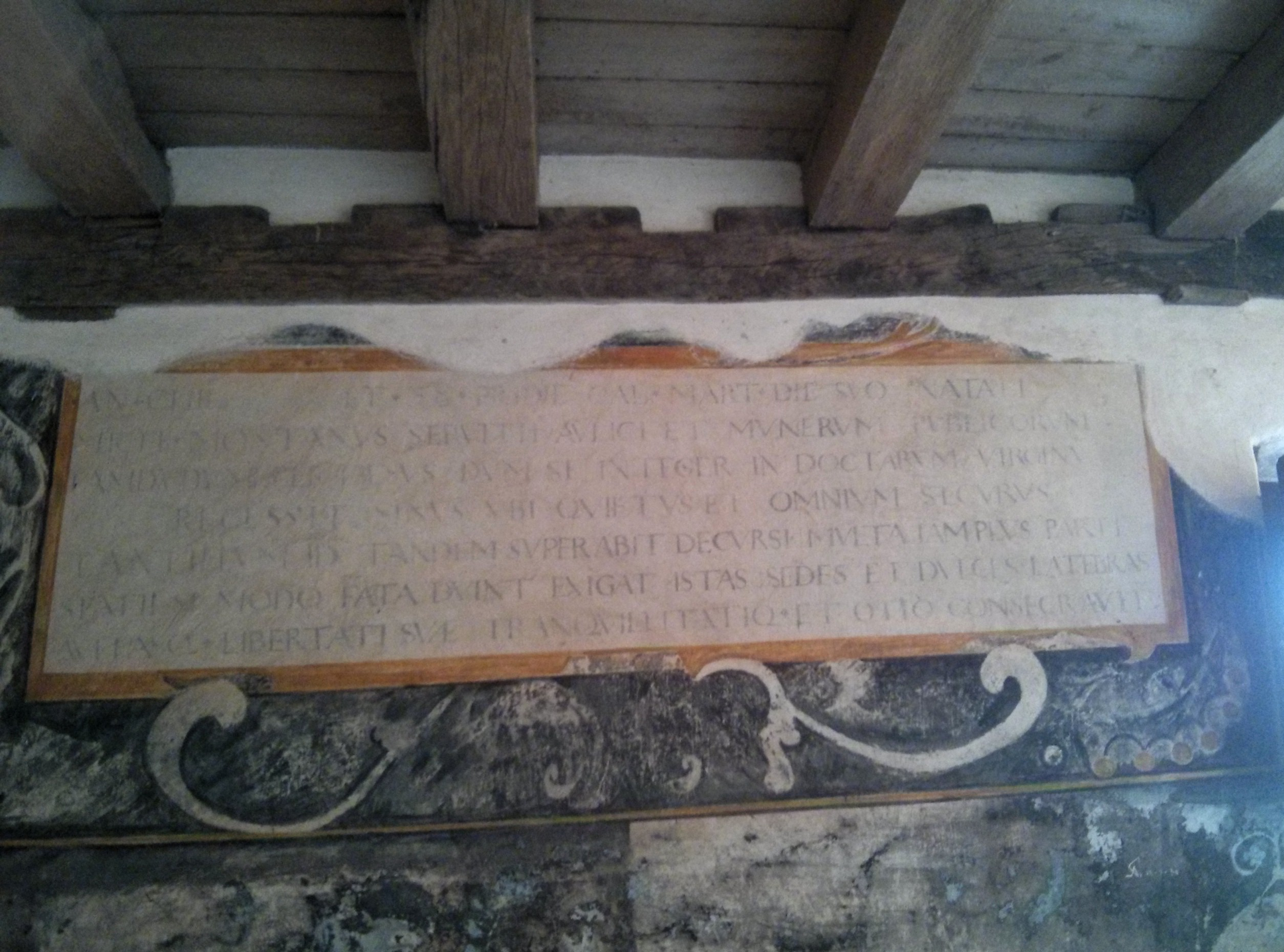
Fresque du cabinet d'hiver. Le texte est retranscrit dans la description de l'image.
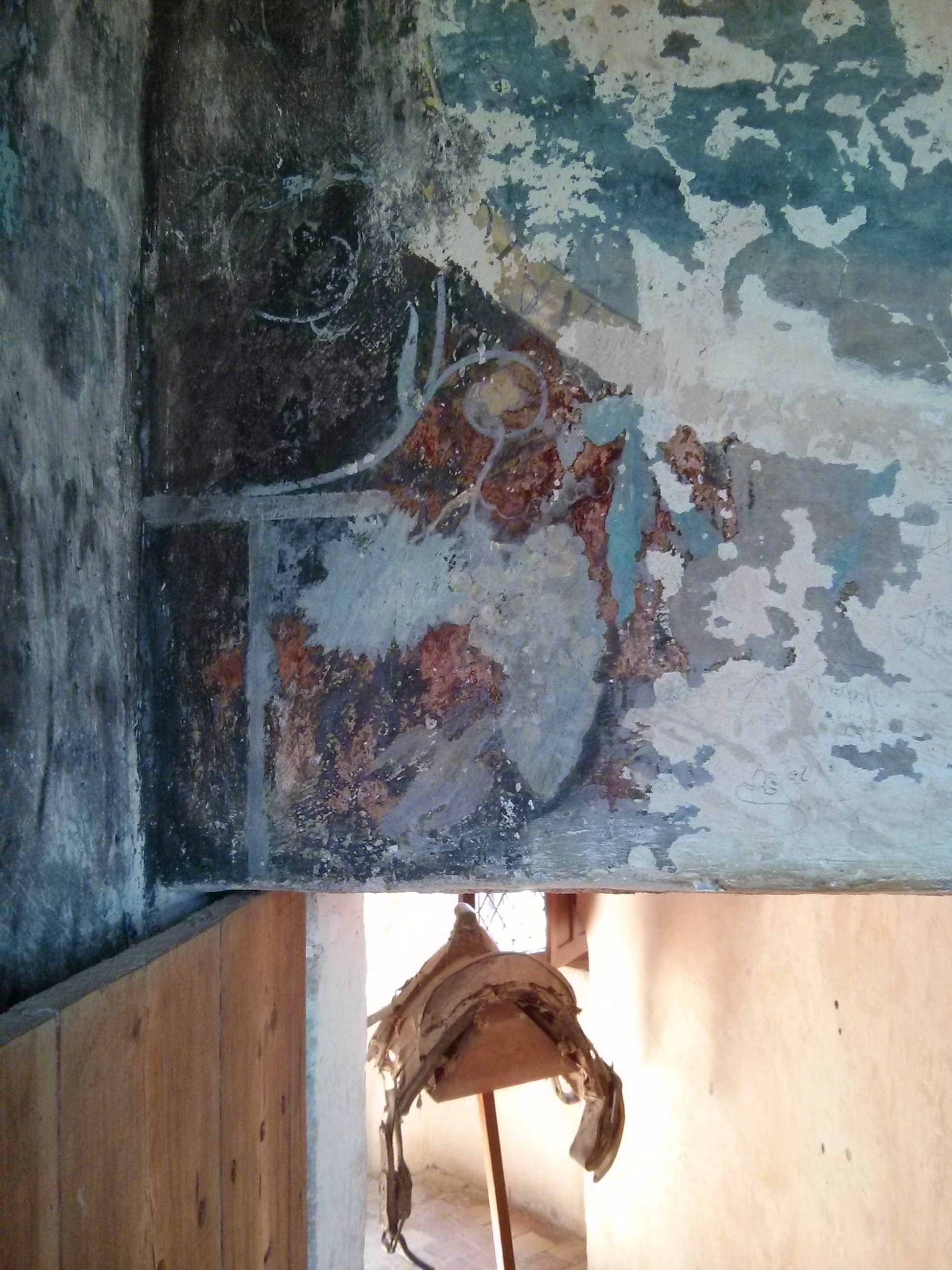
Restes d'une fresque représentant un oiseau picorant des raisins. C'est une référence à Zeuxis, qui était connu pour être l'un des peintres les plus réalistes de l'Antiquité.